# Holotrichia rotundiceps
Holotrichia rotundiceps är en skalbaggsart som beskrevs av Moser 1913. Holotrichia rotundiceps ingår i släktet Holotrichia och familjen Melolonthidae. Inga underarter finns listade i Catalogue of Life.